# Молодёжный (Краснодарский край)
Молодёжный (ранее — посёлок при железнодорожной станции Комсомольская)— посёлок в Белореченском районе Краснодарского края России. Входит в состав Черниговского сельского поселения.
Узловая железнодорожная станция Комсомольская на линии Белореченская — Туапсе-Пассажирская и Комсомольская — Апшеронская.

## Географическое положение
Расположен в 2,8 км от центра поселения и в 17,9 км от районного центра.

## Население
| 2002 | 2010  | 2015  |
| ---- | ----- | ----- |
| 1778 | ↗1839 | ↗2044 |

## Улицы
| - пер. Восточный, - ул. Вокзальная, - ул. Железнодорожная, - ул. Зелёная, - ул. Зои Невольниковой, - ул. Калинина, | - ул. Ленина, - ул. Лесная, - ул. Надгорная, - ул. Строителей, - ул. Шаумяна. |

## Объекты культурного наследия
- Памятник в честь комсомольцев-чоновцев, погибших в боях с бело-зелёными, 1957 год.
- Мемориальный комплекс: братская могила бойцов 4-го гвардейского Кубанского казачьего корпуса и 13 неизвестных советских воинов, 1942—1943 годы; обелиск в честь красноармейцев и земляков, погибших в годы Гражданской и Великой Отечественной войн.
- Ансамбль железнодорожной станции «Ганжа», 1911 год: вокзал; кипятилка; багажное отделение; дом жилой для железнодорожников; хозяйственная постройка; хозяйственная постройка[7].